# Mark Tornillo
Mark Tornillo, född 8 juni 1954, är en amerikansk sångare, mest känd som medlem i heavy metal-bandet Accept. Under 1980- och 90-talen var han aktiv medlem i bandet T.T. Quick. Tornillo ersatte Accepts sångare och grundare Udo Dirkschneider i maj 2009. Den 5 maj 2010 i New York gjorde han sitt första framträdande med bandet. I juni samma år spelade bandet på Debaser i Stockholm. Accepts första album med Mark Tornillo på sång, Blood of the Nations, släpptes 20 augusti 2010.

## Diskografi

### Med T.T. Quick
- Metal of Honor (1986)
- Sloppy Seconds (1989)
- Thrown Together Live (1992)
- Ink (2000)

### Med Accept
- Blood of the Nations (2010)
- Stalingrad (2012)
- Blind Rage (2014)
- The raise of chaos (2017)
- Restless and live (2015)
- Symphonic Terror (2018)
- Too Mean to Die  (2021)